# Коник (Ровненская область)
Ко́ник (укр. Коник) — село в Заречненской поселковой общине Варашского района Ровненской области Украины.
До 2020 года входило в Заречненский район.
Население по переписи 2001 года составляло 16 человек. Почтовый индекс — 34043. Телефонный код — 3632. Код КОАТУУ — 5622285702.